# Prospettiva scientifica dello sviluppo

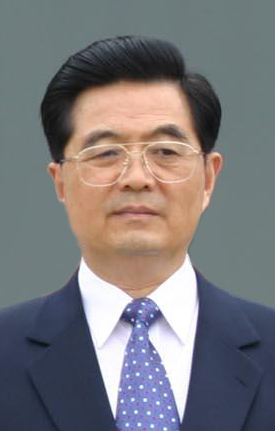
Hu Jintao nel 2004.

La Prospettiva scientifica dello sviluppo (科學發展觀T, 科学发展观S, Kēxué Fāzhǎn GuānP), noto anche come concetto scientifico dello sviluppo, è uno dei principi guida del Partito Comunista Cinese (PCC). La teoria è stata concepita dal segretario generale Hu Jintao, in carica dal 2002 al 2012, nel suo tentativo di creare una "società armoniosa" in Cina.
L'ideologia è riconosciuta dagli osservatori come una risposta globale al divario ideologico che era stato provocato dai problemi sociali risultanti dalle riforme economiche di mercato. La prospettiva scientifica dello sviluppo è stata considerata dal Partito Comunista Cinese come il successore e l'estensione dell'ideologia del marxismo-leninismo, del pensiero di Mao Zedong, della teoria di Deng Xiaoping e della teoria delle tre rappresentanze.

## Storia

### Contesto
Prima che Jiang Zemin lasciasse il suo incarico di Segretario generale del Partito Comunista Cinese nel 2002, il suo contributo ideologico fu radicato nel partito e inserito nella Costituzione del PCC come "Teoria delle tre rappresentanze".
Durante i suoi primi anni di governo, il segretario Hu Jintao aveva come obiettivo principale quello di colmare il vuoto ideologico lasciato dalla leadership cinese dopo che le politiche di Deng Xiaoping, orientate alla crescita economica e al libero mercato, avevano provocato un allontanamento concettuale dal marxismo-leninismo ortodosso. La rapida ed incontrollata crescita economica del Paese aveva aumentato le disuguaglianze sociali e provocato seri danni all'ambiente. Inoltre, l'attenzione sulla crescita del PIL da parte delle amministrazioni locali stava cominciando a sminuire lo sviluppo complessivo della società, portando anche a dati falsati e vari progetti infrastrutturali volti esclusivamente a far crescere la misura monetaria della produzione. La conclusione fu la necessità di una nuova campagna ideologica per spostare il focus dell'agenda ufficiale dalla "crescita economica" alla cosiddetta "armonia sociale".

### Elaborazione della teoria
La prima menzione della "prospettiva scientifica dello sviluppo" avvenne nel settembre 2003 in occasione di un'ispezione di Hu Jintao nello Jiangxi, all'epoca una delle province cinesi meno sviluppate e prevalentemente agricole. Hu visitò inoltre i siti storici relativi ai primi anni di attività del Partito Comunista Cinese, ed elogiò lo spirito di Mao Zedong e dei rivoluzionari cinesi. In tale occasione, accennò alla necessità di cercare un nuovo modello di sviluppo sostenibile per l'economia socialista di mercato, in modo da poter diminuire il divario sociale tra le province e al contempo avanzare nella realizzazione del socialismo con caratteristiche cinesi.
A ottobre del 2003, Hu Jintao parlò nuovamente del concetto scientifico dello sviluppo durante la visita dell'Hunan, provincia natale di Mao e anch'essa lasciata indietro dalle riforme, e presentò ufficialmente la sua teoria davanti alla Terza sessione plenaria del 16º Comitato centrale riunitasi a Pechino dall'11 al 14 ottobre 2003, ottenendo l'approvazione.
La teoria di Hu Jintao fu diffusa con riscontri positivi dal Quotidiano del Popolo e dalla rivista teorica Qiushi, mentre a novembre e dicembre 2003 fu discussa dal Partito e dal Consiglio di Stato.
Il segretario generale Hu Jintao lanciò successivamente la campagna con un discorso al Congresso nazionale del popolo con il quale chiedeva la costruzione di "un'armoniosa società socialista". Riassunse la sua concezione come lo sviluppo della "democrazia, stato di diritto, giustizia, sincerità, amicizia e vitalità", nonché una migliore relazione tra il popolo e il governo e "tra uomo e natura" e quindi armonia ambientale.

### Ufficializzazione
Durante il XVII Congresso nazionale del Partito Comunista Cinese nell'ottobre 2007, Hu Jintao affermò che il concetto scientifico dello sviluppo era l'eredità e la continuazione moderna delle riflessioni elaborate dalle tre generazioni della leadership centrale del PCC. Il XVII Congresso inserì la prospettiva dello sviluppo scientifico nella Costituzione del Partito Comunista Cinese, e il Comitato Centrale decise di iniziare uno studio approfondito e della teoria a partire dal settembre 2008.
Nel 2012 il XVIII Congresso nazionale l'ha elevata a "teoria guida" del PCC e il XIX Congresso nazionale la incluse tra le ideologie ufficiali del Partito.

## Descrizione
La prospettiva scientifica dello sviluppo unisce le teorie del socialismo scientifico con lo sviluppo sostenibile, il benessere sociale, l'umanesimo ed una maggiore democrazia con lo scopo di creare una società socialista armoniosa. Lo Statuto del PCC definisce la prospettiva come una teoria scientifica che continua le ideologie ufficiali precedenti nei tempi moderni ed incarna il punto di vista e i metodi marxisti per lo sviluppo.
Secondo Hu Jintao, il concetto integra "il marxismo con la realtà della Cina contemporanea e con le principali caratteristiche dei nostri tempi, e incarna pienamente la visione del mondo marxista sullo sviluppo e la metodologia per ottenerlo." Hu ha sottolineato che il concetto scientifico dello sviluppo tiene in considerazione le condizioni nazionali di base della fase primaria del socialismo e riassume la pratica dello sviluppo della Cina, imparando dall'esperienza dell'apertura verso l'estero e adattandosi alle nuove esigenze di sviluppo. Nel processo di riforma, il Partito Comunista Cinese avrebbe dovuto continuare ad avere un ruolo centrale e a sviluppare e liberare le forze produttive sociali.

### Sviluppo
Lo sviluppo costituisce la massima priorità del partito nel governo e nel ringiovanimento del paese, perché è di importanza decisiva per la realizzazione di una società benestante a tutto tondo e accelerare la modernizzazione socialista. Per Hu, è necessario inoltre implementare meglio la strategia di ringiovanimento del paese attraverso la scienza e l'istruzione, lo stimolo delle personalità talentuose e la strategia di uno sviluppo sostenibile, rapido, efficiente e di qualità avviato dal socialismo con caratteristiche cinesi.
Il Partito deve inoltre insistere sul coordinamento dello sviluppo urbano e rurale assieme a quello armonioso tra uomo e ambiente.

### Società socialista armoniosa
Applicando la teoria della prospettiva scientifica dello sviluppo, il PCC deve impegnarsi a realizzare una società socialista armoniosa basata sulla democrazia, sul diritto, sull'equità e la giustizia, sull'integrità e l'amicizia, sul vigore e la vitalità, sulla stabilità e l'ordine e sull'armoniosa coesistenza tra uomo e natura. Di conseguenza, lo Stato deve cercare di aumentare la ricchezza materiale sociale e migliorare continuamente la vita delle persone attraverso lo sviluppo garantire l'equità e la giustizia sociale e promuovere sempre l'armonia sociale.

#### Umanesimo
L'umanesimo è una delle componenti principali della dottrina. Hu sostiene che lo scopo fondamentale del Partito Comunista Cinese è quello di servire il popolo e deve considerare gli interessi del popolo come il punto di partenza e d'arrivo di tutto il suo lavoro, deve andare incontro alle diverse necessità del popolo e deve promuovere lo sviluppo globale delle persone. L'aspetto umanista viene ripreso in quattro punti specifici:
- Sulla base dello sviluppo economico, migliorare continuamente gli standard di vita materiali e culturali del popolo e gli standard sanitari
- Rispettare e proteggere i diritti umani, inclusi i dritti politici, economici e culturali dei cittadini.
- Migliorare continuamente la qualità morale e ideologica del popolo, la qualità scientifica e culturale e la qualità sanitaria
- Creare un ambiente sociale dove il popolo può svilupparsi equamente e poter esprimere la propria intelligenza.

#### Ecologia
Il concetto scientifico dello sviluppo enfatizza maggiormente il ruolo dell'ecologia e dello sviluppo sostenibile: la futura civiltà cinese deve risparmiare le risorse naturali e rispettare l'ambiente.

### Riforma interna e governo
Il concetto scientifico dello sviluppo pone maggiore enfasi sulla riforma del governo statale nella sua interezza, migliorandone il processo decisionale e rafforzandone il coordinamento. La Cina deve inoltre migliorare il sistema dell'economia socialista di mercato e aumentare ulteriormente l'apertura. Per implementare completamente il concetto scientifico dello sviluppo, Hu afferma la necessità di migliorare la capacità di governo del Partito Comunista, promuovere l'armonia sociale, rappresentare meglio i diritti fondamentali delle masse e fornire garanzie politiche e organizzative affidabili per lo sviluppo scientifico.
Il governo e il Partito devono insistere sulla pianificazione generale e il coordinamento delle relazioni interne allo Stato secondo una prospettiva globale, e devono essere in grado di prevedere e gestire eventuali rischi nel percorso di sviluppo a livello nazionale ed internazionale.

#### Un centro, due punti fondamentali
Per l'implementazione del concetto scientifico dello sviluppo, Hu Jintao ha affermato che il Partito, oltre a seguire la linea fondamentale, deve considerare sempre il principio di "un centro, due punti fondamentali": 
- Il centro è la costruzione economica, ovvero la chiave per il ringiovanimento del paese e il requisito fondamentale per la prosperità e la stabilità a lungo termine del nostro partito e del nostro paese;[8]
- I due punti fondamentali sono la riforma e l'apertura, ovvero la via per un paese forte e la fonte di vitalità per lo sviluppo e il progresso del Partito e della Cina.[8]

## Confronto con altre ideologie del PCC
Il concetto scientifico dello sviluppo riflette un allontanamento dalla teoria delle tre rappresentanze di Jiang Zemin in quanto pone l'accento sulla correzione della crescita sbilanciata verso le province costiere più ricche che aveva trascurato l'entroterra cinese. Inoltre, secondo David Shambaugh, pone maggiore enfasi sulle masse piuttosto che sulle élite.
L'ideologia afferma anche di essere molto più democratica e basata sui diritti. Mentre il maoismo era di natura politica, il denghismo e il jianghismo erano economici, il concetto scientifico dello sviluppo ha un obiettivo sociale e riflette una tendenza all'interno del Partito Comunista Cinese sotto l'amministrazione Hu-Wen ad aderire a politiche e linee guida più populiste.
Intorno al 2005 Hu Jintao utilizzava il concetto scientifico dello sviluppo come un punto di riferimento per un'ampia varietà di politiche che non avevano altri temi unificanti, come il miglioramento delle aree rurali, l'accelerazione della crescita economica o l'utilizzo efficiente delle risorse.